# Regno Ahom
Il regno Ahom, detto regno dell'Assam, chiamato dagli Ahom Mong Dun Shun Kham e in lingua assamese xunor-xophura, fu un regno medievale della valle del Brahmaputra nell'Assam che mantenne la sua sovranità per quasi 6 secoli e resistette con successo all'espansione dell'impero Moghul nell'India nord orientale. Influenzò la vita politica e sociale della regione.

## Storia

### Fondazione

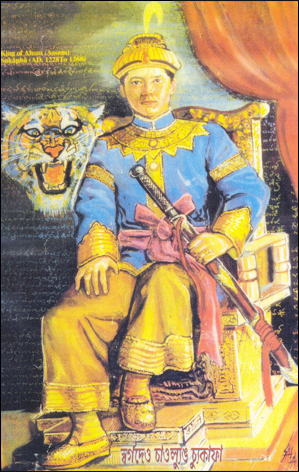
Re Sukaphaa

Il regno fu fondato da Sukaphaa, un principe Tai proveniente dalla città Stato di Mong Mao, che si trova oggi nella zona occidentale dello Yunnan in Cina. Sukaphaa guidò un esercito di 9 000 uomini del suo popolo, gli Ahom, attraverso le montagne del Patkai, che costituiscono oggi un tratto di frontiera tra India e Birmania, fino a conquistare nel 1229 un territorio nella valle del Brahmaputra tra gli esistenti regno Chutiya a nord e regno Kachari a sud. Ebbe così inizio il regno Ahom, che avrebbe dominato la regione fino al XIX secolo.
Gli Ahom si resero conto che le terre in cui erano arrivati erano soggette alle grandi inondazioni del fiume e nei 20 anni successivi Sukaphaa fece esplorare le zone circostanti; nel 1252 si trasferirono a Rangpur, oggi parte di Sibsagar, dove stabilirono la capitale del regno. L'esercito non aveva alcuna donna al seguito e i guerrieri cominciarono a mescolarsi con le etnie locali, dando vita a una popolazione multietnica.

### Espansione e guerre con l'impero Moghul
La lingua ahom fu a lungo parlata quasi esclusivamente a corte, e si è conservata in seguito solo nei documenti ufficiali del regno, mentre la maggioranza dei popolani continuò a parlare le lingue di altre etnie. La lingua andò dunque in disuso e questo è il motivo per cui i discendenti degli Ahom sono classificati come assamesi. Tra i gruppi etnici sottomessi nella zona vi furono i Borahi, che parlavano una lingua del ceppo tibeto-birmano, mentre tra gli alleati vi furono quelli provenienti dalla zona dell'odierna Moran, che mantennero l'indipendenza.
La dinastia Ahom si consolidò nei primi secoli del regno e si espanse ai danni delle tribù della regione finché non si scontrò con gli interessi dell'Impero Moghul, che tra il 1527 e il 1682 tentò invano per 17 volte di sottomettere il Regno Ahom. Il più famoso condottiero distintosi nelle guerre contro i Moghul fu Lachit Barphukan, eroe nazionale degli Ahom, che guidò l'esercito nella vittoriosa battaglia di Saraighat del 1671. Dopo aver definitivamente allontanato la minaccia dei Moghul, ebbe inizio un periodo di gravi conflitti interni che ebbero fine durante il regno di Rudra Singha, il più famoso dei sovrani Ahom. Le campagne militari da lui intraprese espansero enormemente i confini del regno, che arrivarono a coprire la maggior parte dell'Assam; i progetti di ingegneria civile e le riforme sociali da lui promosse garantirono inoltre il periodo di maggior prosperità nella storia degli Ahom.

### Declino e caduta
Alla sua morte, avvenuta nel 1724, ebbe inizio un periodo di progressivo declino accentuato da lotte interne, in particolare la ribellione Moamoria tra il 1769 e il 1805. Il regno si indebolì e la precaria situazione culminò nella crisi del 1817, quando un'ulteriore lotta interna portò il re Ahom a chiedere l'intervento dei birmani di re Bodawpaya della dinastia Konbaung. I birmani ristabilirono la pace invadendo l'Assam per due volte nel 1816 e nel 1819, e nel periodo successivo gli Ahom pagarono tributi alla corte di Amarapura. Nuove lotte interne tra gli Ahom indussero Bagyidaw, nuovo re birmano, a inviare in Assam un esercito di 20 000 uomini che sconfisse l'esercito del re Ahom Maha Bandula nell'aprile e nel giugno 1822, ponendo fine al regno.
L'espansionismo del regno birmano fu il motivo per cui i britannici, che stavano portando a termine la colonizzazione dell'India, intrapresero nel 1824 la prima guerra anglo-birmana. Il conflitto vide la vittoria degli europei e si concluse nel 1826 con il trattato di Yandabo, con cui i birmani cedettero all'India britannica Assam, Tripura, Manipur, Arakan e Tenasserim.